# Малиновка (Краснополянское сельское поселение)
Малиновка — деревня в Никольском районе Вологодской области.
Входит в состав Краснополянского сельского поселения (с 1 января 2006 года по 1 апреля 2013 года входила в Осиновское сельское поселение), с точки зрения административно-территориального деления — в Осиновский сельсовет.
Расстояние до районного центра Никольска по автодороге — 13 км. Ближайшие населённые пункты — Погорелица, Подосиновец, Осиново.
По переписи 2002 года население — 52 человека (25 мужчин, 27 женщин). Преобладающая национальность — русские (98 %).